# Le Bracelet de la marquise

Le Bracelet de la marquise est un film muet français réalisé par Louis Feuillade et sorti en 1911.

## Fiche technique
- Réalisation et scénario : Louis Feuillade
- Société de production : Société des Établissements L. Gaumont
- Pays : France
- Format : Muet - Noir et blanc - 1,33:1 - 35 mm
- Métrage : 283 m
- Genre : Comédie
- Durée : inconnue
- Date de sortie :
  - France : juillet 1911

## Distribution
- Renée Carl : la mère
- Henri Collen : le voleur
- René Dary : Bébé
- Jeanne Marie-Laurent : la détective
- Alphonsine Mary : Fonfon, la petite sœur de Bébé
- Alice Tissot